# Истпорт (Мејн)
Истпорт (енгл. Eastport) град је у америчкој савезној држави Мејн.

## Демографија
По попису из 2010. године број становника је 1.331, што је 309 (-18,8%) становника мање него 2000. године.
| Група             | 2000.         | 2010.         |
| Белци             | 1.527 (93,1%) | 1.218 (91,5%) |
| Афроамериканци    | 6 (0,4%)      | 10 (0,8%)     |
| Азијати           | 2 (0,1%)      | 6 (0,5%)      |
| Хиспаноамериканци | 14 (0,9%)     | 12 (0,9%)     |
| Укупно            | 1.640         | 1.331         |